# Sarah Elizabeth Charles
Sarah Elizabeth Charles (* 1989 in Springfield in Massachusetts) ist eine amerikanische Jazzsängerin und Songwriterin.

## Leben und Wirken
Sarah Elizabeth Charles wuchs in Springfield (Massachusetts) auf. Mit sechs Jahren erhielt sie ersten Klavierunterricht durch ihre Großmutter; bereits in der Grundschule zeigte sich ihr Gesangstalent. Nach der Highschool zog sie nach New York City. Dort studierte sie an der New School und erwarb einen Bachelor of Fine Arts. Sie arbeitete mit Geri Allen, Cecil Bridgewater, George Cables und Sheila Jordan. 2012 legte sie mit ihrem Quartett Scope, zu dem Schlagzeuger John Davis, Pianist Jesse Elder und Bassist Burniss Earl Travis gehören, ihr Debütalbum Red vor. 2015 veröffentlichte Charles in derselben Konstellation ein zweites Album, Inner Dialogue, das neben ihr Christian Scott produzierte. Ihr drittes Album Free of Form erschien 2017. Im Duo Tone spielt sie mit Jarrett Cherner. Sie trat in der Carnegie Hall, im Kennedy Center, beim Kulturgipfel in Abu Dhabi ebenso auf wie im Weißen Haus, beim Internationalen Jazzfestival Bern und beim Jazzfestival von Port-au-Prince. Weiterhin ist sie auf Alben von Christian Scott aTunde Adjuah, Ajoyo, Jesse Fischer, George Cables, Hear Her Song, Martha Kato und Ben Rando zu hören.
An der New School hat sie einen Lehrauftrag für Genderaspekte der Musik.

## Diskographische Hinweise
- Sarah Elizabeth Charles, Jarrett Cherner: Tone (BaldHill, 2020)
- Ajoyo: War Chant (Shems 2020, mit Yacine Boularès, Jesse Fischer, Michael Valeanu, Kyle Miles, Philippe Lemm sowie Takuya Kuroda, Keita Ogawa, Foluso Mimy, Joel Ross)